# Jamāl Kolā
Jamāl Kolā (persiska: جمال كلا, جَمال كَلا) är en ort i Iran.   Den ligger i provinsen Mazandaran, i den norra delen av landet, 160 km nordost om huvudstaden Teheran. Antalet invånare är 184.
Terrängen runt Jamāl Kolā är mycket platt. Runt Jamāl Kolā är det tätbefolkat, med 790 invånare per kvadratkilometer. Närmaste större samhälle är Babol, 14,5 km sydväst om Jamāl Kolā. Trakten runt Jamāl Kolā består till största delen av jordbruksmark.